# Christopher Zeeman
Christopher Zeeman   (Yokohama, 4 de febrer de 1925 - Woodstock, 13 de febrer de 2016), conegut com Chris Zeeman, va ser un matemàtic britànic.

## Vida i obra
Zeeman va néixer al Japó, fill d'un danès i una britànica que, l'any següent al seu naixement, es van traslladar a viure a la Gran Bretanya. Va fer els estudis secundaris al Christ's Hospital College de Horsham (West Sussex) i, quan els va acabar el 1943, es va allistar a la Royal Air Force per combatre com oficial de vol durant la Segona Guerra Mundial. A partir de 1947 va estudiar matemàtiques al Christ's College de la universitat de Cambridge, en la qual es va doctorar el 1953, sota la direcció de Shaun Wylie, passant a ser membre del Gonville and Caius College.
El curs 1954-1955 va estar als Estats Units i, quan va retornar, va ser nomenat professor de la universitat de Cambridge. Els anys següents a Cambridge va ser summament productius en treballs de recerca en topologia i teoria de nusos, però, al mateix temps, Zeeman va començar a desenvolupar un creixent interès per l'organització de la recerca i la docència. El 1964 el va contractar la universitat de Warwick amb la finalitat d'establir un potent departament de matemàtiques en aquesta universitat, cosa que va aconseguir en poc temps, convertint la universitat en un pol d'atracció de professors visitants en topologia, àlgebra i anàlisi.
Les seves investigacions, mentre era a Warwick, es van inclinar cap el camp de la biologia aplicant la dinàmica de sistemes. A partir dels anys 1970's, després d'haver treballat amb René Thom, va treballar per a introduir la teoria de les catàstrofes en la recerca en biologia.
El 1988 es va retirar i es va convertir en director del Hertford College de la universitat d'Oxford, càrrec que va mantenir fins al 1995. També va ser durant tota la seva vida un gran divulgador, fent classes de tots els nivells per engrescar la gent en les matemàtiques, fins i tot des de la ràdio o la televisió.